# Rio Usa
O rio Usa é um rio da Alemanha.